# Orbiter Boom Sensor System

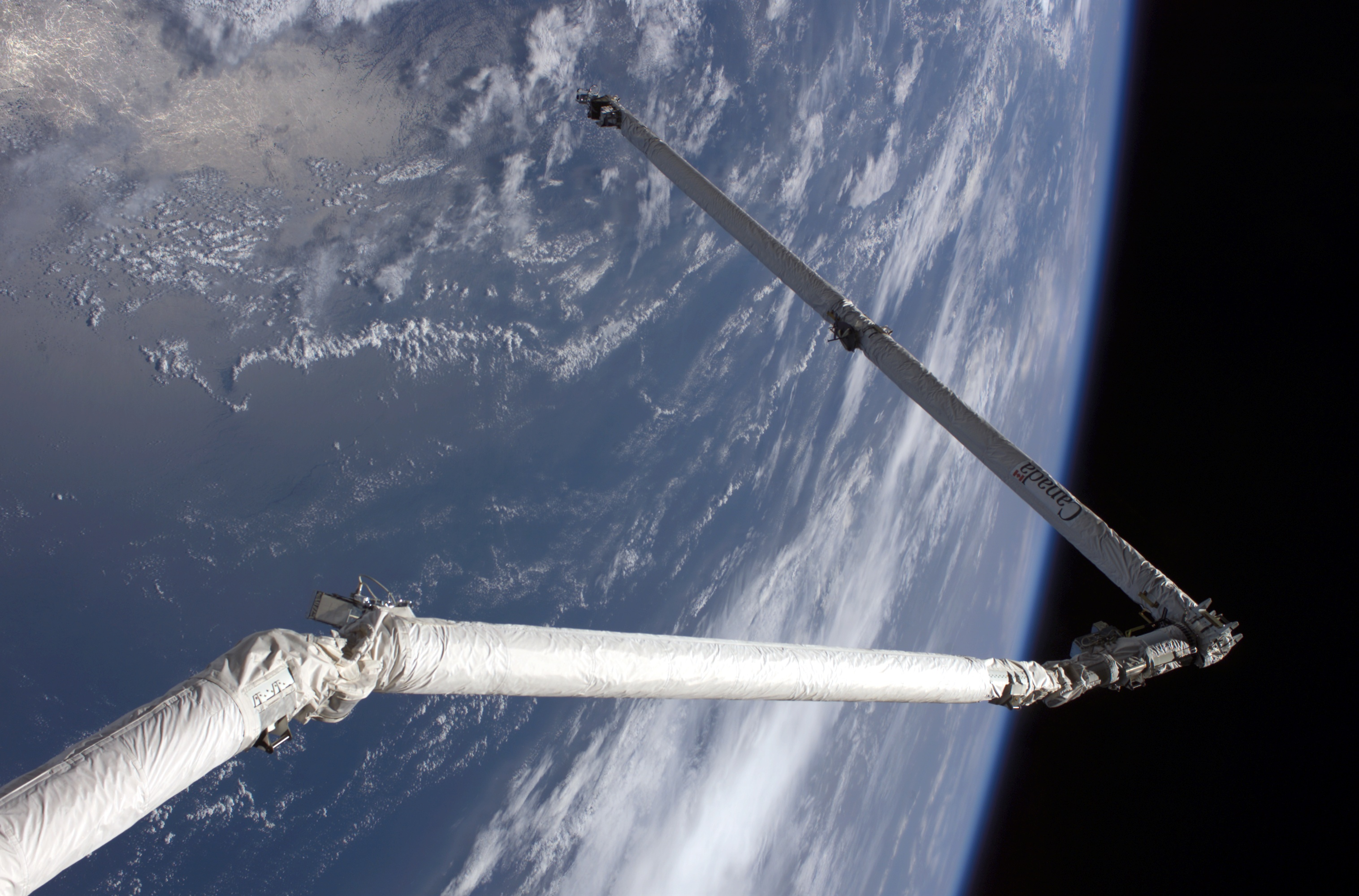
STS-114: robot Canadarm promu Discovery chwyta instrument OBSS

Orbiter Boom Sensor System (OBSS) – wysięgnik używany jako specjalna końcówka dla ramienia Canadarm na pokładzie promów kosmicznych NASA. Jego główne zastosowania to pomoc w naprawach podczas spacerów kosmicznych, a także kontrola systemu osłony termicznej promu (Shuttle Thermal Protection System; TPS).
OBSS miał taką samą długość co Canadarm, czyli 15 m, a także taką samą średnicę. Posiadał 2 zestawy urządzeń wizyjnych umożliwiających inspekcję osłon, a także 2 bolce chwytnikowe, które pozwalały na przechwycenie OBSS przez manipulator Canadarm oraz Canadarm2 pracujący na Międzynarodowej Stacji Kosmicznej (ISS).
OBSS wprowadzono do wyposażenia stałego promów po katastrofie promu Columbia, która miała miejsce 1 lutego 2003 roku na skutek uszkodzenia osłony termicznej na krawędzi natarcia lewego skrzydła orbitera. Uznano bowiem, iż konieczna będzie kontrola systemu osłon termicznych zarówno po starcie, jak i przed deorbitacją promu, by nie dopuścić do powtórzenia błędu z 2003 r. Pierwszą misją OBSS był lot STS-114, nazywany również Return To Flight 2, odbyty przez prom Discovery. Jego celem było tylko sprawdzenie osłony termicznej wahadłowca.
Drugie zastosowanie OBSS miało miejsce podczas misji STS-120, kiedy to podczas spaceru kosmicznego instrument przechwycony przez manipulator Canadarm2 okazał się pomocny przy naprawie ogniw słonecznych ITS P6, które były ponownie uruchamiane po dezaktywacji podczas misji STS-117 po instalacji trzeciej pary ogniw (ITS S3/S4), a potem przeniesione.
W 2011 r. podczas misji STS-134 na polecenie NASA załoga wahadłowca Endeavour zostawiła instrument OBSS na orbicie jeszcze podczas kontaktu z ISS. Za pomocą Canadarm2 instrument OBSS  został przymocowany do kratownicy ISS, a po odłączeniu promu pozbawiony przyrządów inspekcyjnych, by uzdatnić go do pomocy przy naprawach na zewnątrz stacji.
Pozostałe OBSS z promów Discovery i Atlantis można do dziś podziwiać na wystawie.